# Calcio ai Giochi della XXIV Olimpiade
Il torneo di calcio della XXIV Olimpiade fu il diciannovesimo torneo olimpico ed il decimo ad essere disputato dalle nazionali olimpiche. Si svolse dal 17 settembre al 1º ottobre 1988 in cinque città (Seul, Taegu, Pusan, Gwangju e Daejeon) e vide la vittoria per la seconda volta dell'Unione Sovietica.
Anche in quest'edizione venne autorizzato l'impiego di calciatori professionisti, ma con una regola leggermente diversa rispetto all'edizione precedente: le nazionali europee e sudamericane potevano convocare i calciatori che avevano disputato il campionato mondiale, ma a patto che avessero disputato una sola partita e per meno di 90 minuti.

## Squadre partecipanti
Il 30 giugno 1988 la FIFA sospese la federazione messicana per due anni dopo che scoprì che durante il Torneo giovanile CONCACAF 1988 il Messico under 20, aveva schierato quattro calciatori con età superiore ai 20 anni ed il successivo 5 luglio annunciò che il Guatemala avrebbe sostituito il Messico in quest'edizione dei Giochi olimpici.
Nota bene: nella tabella sottostante si tengono conto solo delle partecipazioni e dei piazzamenti ottenuti dalle nazionali olimpiche.
| Squadre          | Confederazione | Data di qualificazione certa | Motivo della partecipazione                                                                | Ultima apparizione | Miglior risultato                                 |
| ---------------- | -------------- | ---------------------------- | ------------------------------------------------------------------------------------------ | ------------------ | ------------------------------------------------- |
| Corea del Sud    | AFC            | 30 settembre 1981            | Rappresentativa nazionale del paese organizzatore                                          | Tokyo 1964         | Primo turno (Tokyo 1964)                          |
| Guatemala        | CONCACAF       | 5 luglio 1988                | Sostituzione del Messico                                                                   | Montréal 1976      | Quarti di finale (Città del Messico 1968)         |
| Argentina        | CONMEBOL       | -                            | 2ª classificata nel gruppo unico della fase finale di qualificazione                       | Tokyo 1964         | Primo turno (Roma 1960 e Tokyo 1964)              |
| Australia        | OFC            | -                            | 1ª classificata nel gruppo unico del secondo turno di qualificazione                       | Melbourne 1956     | Quarti di finale (Melbourne 1956)                 |
| Brasile          | CONMEBOL       | -                            | 1º classificato nel gruppo unico della fase finale di qualificazione                       | Los Angeles 1984   | Argento (Los Angeles 1984)                        |
| Cina             | AFC            | -                            | 1ª classificata nel gruppo unico del secondo turno di qualificazione dell'Asia orientale   | Esordiente         | -                                                 |
| Germania Ovest   | UEFA           | -                            | 1ª classificata nel gruppo 1 di qualificazione                                             | Los Angeles 1984   | Quarto posto (Helsinki 1952)                      |
| Iraq             | AFC            | -                            | 1º classificato nel gruppo unico del secondo turno di qualificazione dell'Asia occidentale | Los Angeles 1984   | Quarti di finale (Mosca 1980)                     |
| Italia           | UEFA           | -                            | 1ª classificata nel gruppo 2 di qualificazione                                             | Los Angeles 1984   | Quarto posto (Roma 1960 e Los Angeles 1984)       |
| Jugoslavia       | UEFA           | -                            | 1ª classificata nel gruppo 5 di qualificazione                                             | Los Angeles 1984   | Oro (Roma 1960)                                   |
| Nigeria          | CAF            | -                            | Vincitrice dello spareggio 1 del terzo turno di qualificazione                             | Mosca 1980         | Primo turno (Città del Messico 1968 e Mosca 1980) |
| Stati Uniti      | CONCACAF       | -                            | 1º classificato nel gruppo 1 del secondo turno di qualificazione                           | Los Angeles 1984   | Quarti di finale (Melbourne 1956)                 |
| Svezia           | UEFA           | -                            | 1ª classificata nel gruppo 3 di qualificazione                                             | Helsinki 1952      | Bronzo (Helsinki 1952)                            |
| Tunisia          | CAF            | -                            | Vincitrice dello spareggio 2 del terzo turno di qualificazione                             | Roma 1960          | Primo turno (Roma 1960)                           |
| Unione Sovietica | UEFA           | -                            | 1ª classificata nel gruppo 4 di qualificazione                                             | Mosca 1980         | Oro (Melbourne 1956)                              |
| Zambia           | CAF            | -                            | Vincitore dello spareggio 3 del terzo turno di qualificazione                              | Mosca 1980         | Primo turno (Mosca 1980)                          |

## Stadi
| Città   | Stadio              | Capacità |
| ------- | ------------------- | -------- |
| Seul    | Stadio Olimpico     | 69.841   |
| Seul    | Dongdaemun Stadium  | 30.000   |
| Taegu   | Daegu Civil Stadium | 27.000   |
| Pusan   | Goodeok Stadium     | 24.363   |
| Gwangju | Gwangju Stadium     | 30.000   |
| Daejeon | Hanbat Stadium      | 20.618   |

## Formula
Le sedici squadre vennero divise in quattro gironi all'italiana di quattro squadre ciascuno.
Le prime due classificate di ogni girone si sarebbero qualificate per la fase ad eliminazione diretta, composta da quarti di finale, semifinali, finale per il 3º posto e per il 1º posto.

## Risultati

### Fase a gruppi

#### Gruppo A
| Squadra        | P.ti | G | V | N | P | GF | GS | DR |
| -------------- | ---- | - | - | - | - | -- | -- | -- |
| Svezia         | 5    | 3 | 2 | 1 | 0 | 6  | 3  | +3 |
| Germania Ovest | 4    | 3 | 2 | 0 | 1 | 8  | 3  | +5 |
| Tunisia        | 2    | 3 | 0 | 2 | 1 | 3  | 6  | -3 |
| Cina           | 1    | 3 | 0 | 1 | 2 | 0  | 5  | -5 |

| Arbitro: | Cardellino |

|  |           |                          |
|  | Marcatori | 31’ Wuttke 60’, 89’ Mill |

| Arbitro: | Codesal Mendez |

|                         |           |                              |
| Thern 44’ Hellstrom 45’ | Marcatori | 16’ Dhiab 43’ (rig.) Maaloul |

| Arbitro: | Hope |

|                    |           |                                                  |
| Maaloul 26’ (rig.) | Marcatori | 4’ Grahammer 50’ Fach 55’ Mill 75’ (rig.) Wuttke |

| Arbitro: | Sène |

|                        |           |  |
| Lonn 19’ Hellstrom 42’ | Marcatori |  |

| Pusan 21 settembre 1988, ore 17:00 UTC+9 | Tunisia     | 0 – 0 referto | Cina | Goodeok Stadium\| Arbitro: \| Sirjuesingh \| |
| Arbitro:                                 | Sirjuesingh |               |      |                                              |

| Arbitro: | Röthlisberger |

|                       |           |            |
| Engqvist 64’ Lonn 85’ | Marcatori | 60’ Walter |

#### Gruppo B
| Squadra   | P.ti | G | V | N | P | GF | GS | DR  |
| --------- | ---- | - | - | - | - | -- | -- | --- |
| Zambia    | 5    | 3 | 2 | 1 | 0 | 10 | 2  | +8  |
| Italia    | 4    | 3 | 2 | 0 | 1 | 7  | 6  | +1  |
| Iraq      | 3    | 3 | 1 | 1 | 1 | 5  | 4  | +1  |
| Guatemala | 0    | 3 | 0 | 0 | 3 | 2  | 12 | -10 |

| Arbitro: | Díaz |

|                            |           |                            |
| Nyirenda 44’ Bwalya K. 66’ | Marcatori | 36’ (rig.) Radhi 71’ Alahi |

| Arbitro: | Takada |

|                                                            |           |                           |
| Carnevale 3’ Evani 11’ Virdis 34’ Ferrara 38’ Desideri 75’ | Marcatori | 7’ Castañeda 79’ Paniagua |

| Arbitro: | Diramba |

|                                            |           |  |
| Radhi 57’ Taufek 67’ Mazariegos 72’ (aut.) | Marcatori |  |

| Arbitro: | Hackett |

|                                       |           |  |
| Bwalya K. 40’, 55’, 90’ Bwalya J. 63’ | Marcatori |  |

| Arbitro: | Mandi Abdul-Rahman |

|                                     |           |  |
| Makinka 53’, 85’ Bwalya K. 79’, 82’ | Marcatori |  |

| Arbitro: | Silva |

|  |           |                          |
|  | Marcatori | 59’ Rizzitelli 63’ Mauro |

#### Gruppo C
| Squadra          | P.ti | G | V | N | P | GF | GS | DR |
| ---------------- | ---- | - | - | - | - | -- | -- | -- |
| Unione Sovietica | 5    | 3 | 2 | 1 | 0 | 6  | 3  | +3 |
| Argentina        | 3    | 3 | 1 | 1 | 1 | 4  | 4  | 0  |
| Corea del Sud    | 2    | 3 | 0 | 2 | 1 | 1  | 2  | -1 |
| Stati Uniti      | 2    | 3 | 0 | 2 | 1 | 3  | 5  | -2 |

| Pusan 18 settembre 1988, ore 17:00 UTC+9 | Corea del Sud | 0 – 0 referto | Unione Sovietica | Goodeok Stadium\| Arbitro: \| Lanese \| |
| Arbitro:                                 | Lanese        |               |                  |                                         |

| Arbitro: | Al Sharif |

|                  |           |                   |
| Windischmann 78’ | Marcatori | 83’ (rig.) Moreno |

| Pusan 20 settembre 1988, ore 17:00 UTC+9 | Corea del Sud | 0 – 0 referto | Stati Uniti | Goodeok Stadium\| Arbitro: \| Laouissi \| |
| Arbitro:                                 | Laouissi      |               |             |                                           |

| Arbitro: | Biguet |

|                                    |           |                   |
| Dobrovol'skij 8’ Mychajlyčenko 22’ | Marcatori | 77’ (rig.) Moreno |

| Arbitro: | Bambridge |

|                 |           |                      |
| Noh Soo-Jin 14’ | Marcatori | 3’ Moreno 73’ Fabbri |

| Arbitro: | Coelho |

|                                                               |           |                      |
| Mychajlyčenko 7’, 48’ Narbekovas 19’ Dobrovol'skij 45’ (rig.) | Marcatori | 65’ Goulet 85’ Doyle |

#### Gruppo D
| Squadra    | P.ti | G | V | N | P | GF | GS | DR |
| ---------- | ---- | - | - | - | - | -- | -- | -- |
| Brasile    | 6    | 3 | 3 | 0 | 0 | 9  | 1  | +8 |
| Australia  | 4    | 3 | 2 | 0 | 1 | 2  | 3  | -1 |
| Jugoslavia | 2    | 3 | 1 | 0 | 2 | 4  | 4  | 0  |
| Nigeria    | 0    | 3 | 0 | 0 | 3 | 1  | 8  | -7 |

| Arbitro: | Mauro |

|                                       |           |  |
| Edmar 59’ Romário 74’, 84’ Bebeto 86’ | Marcatori |  |

| Arbitro: | Loustau |

|            |           |  |
| Farina 48’ | Marcatori |  |

| Arbitro: | Choi Gil-Soo |

|                                     |           |            |
| Stojković 35’, 67’ Šabanadžović 49’ | Marcatori | 88’ Yekini |

| Arbitro: | Tritschler |

|  |           |                       |
|  | Marcatori | 20’, 57’, 61’ Romário |

| Arbitro: | Spirin |

|                  |           |                           |
| Šabanadžović 69’ | Marcatori | 25’ André Cruz 56’ Bebeto |

| Arbitro: | Listkiewicz |

|             |           |  |
| Kosmina 76’ | Marcatori |  |

### Fase ad eliminazione diretta
|  | Quarti di finale     | Quarti di finale |                  |                | Semifinali                | Semifinali                |  |  | Finale | Finale |
|  |                      |                  |                  |                |                           |                           |  |  |        |        |
|  |                      |                  |                  |                |                           |                           |  |  |        |        |
|  |                      |                  |                  |                |                           |                           |  |  |        |        |
|  | 1C. Unione Sovietica | 3                |                  |                |                           |                           |  |  |        |        |
|  | 1C. Unione Sovietica | 3                |                  |                |                           |                           |  |  |        |        |
|  | 2D. Australia        | 0                |                  |                |                           |                           |  |  |        |        |
|  | 2D. Australia        | 0                | Unione Sovietica | 3              |                           |                           |  |  |        |        |
|  |                      |                  | Unione Sovietica | 3              |                           |                           |  |  |        |        |
|  |                      | Italia           | 2                |                |                           |                           |  |  |        |        |
|  | 1A. Svezia           | Italia           | 2                | 1              |                           |                           |  |  |        |        |
|  | 1A. Svezia           |                  |                  | 1              |                           |                           |  |  |        |        |
|  | 2B. Italia           | 2                |                  |                |                           |                           |  |  |        |        |
|  | 2B. Italia           | 2                | Unione Sovietica | 2              |                           |                           |  |  |        |        |
|  |                      |                  | Unione Sovietica | 2              |                           |                           |  |  |        |        |
|  |                      | Brasile          | 1                |                |                           |                           |  |  |        |        |
|  | 1D. Brasile          | Brasile          | 1                | 1              |                           |                           |  |  |        |        |
|  | 1D. Brasile          |                  |                  | 1              |                           |                           |  |  |        |        |
|  | 2C. Argentina        | 0                |                  |                |                           |                           |  |  |        |        |
|  | 2C. Argentina        | 0                | Brasile          | 1 (3)          | Finale per il terzo posto | Finale per il terzo posto |  |  |        |        |
|  |                      |                  | Brasile          | 1 (3)          | Finale per il terzo posto | Finale per il terzo posto |  |  |        |        |
|  |                      | Germania Ovest   | 1 (2)            |                |                           |                           |  |  |        |        |
|  | 1B. Zambia           | Germania Ovest   | 1 (2)            | 0              | Italia                    | 0                         |  |  |        |        |
|  | 1B. Zambia           |                  |                  | 0              | Italia                    | 0                         |  |  |        |        |
|  | 2A. Germania Ovest   | 4                |                  | Germania Ovest | 3                         |                           |  |  |        |        |
|  | 2A. Germania Ovest   | 4                |                  |                | 3                         |                           |  |  |        |        |
|  |                      |                  |                  |                |                           |                           |  |  |        |        |
|  |                      |                  |                  |                |                           |                           |  |  |        |        |

#### Quarti di finale
| Arbitro: | Biguet |

|               |           |                       |
| Hellstrom 84’ | Marcatori | 50’ Virdis 98’ Crippa |

| Arbitro: | Díaz |

|  |           |                                           |
|  | Marcatori | 18’ (rig.) Funkel 34’, 43’, 89’ Klinsmann |

| Arbitro: | Cardellino |

|                                                        |           |  |
| Dobrovol'skij 50’ (rig.), 54’ (rig.) Mychajlyčenko 62’ | Marcatori |  |

| Arbitro: | Röthlisberger |

|             |           |  |
| Geovani 76’ | Marcatori |  |

#### Semifinali
| Arbitro: | Al Sharif |

|                                                     |           |                           |
| Dobrovol'skij 78’ Narbekovas 92’ Mychajlyčenko 106’ | Marcatori | 50’ Virdis 118’ Carnevale |

| Arbitro: | Hackett |

|                               |                      |                                         |
| Romário 50’                   | Marcatori            | 79’ Fach                                |
| João Paulo Winck Romário Cruz | Tiri di rigore 3 – 2 | Janßen Klinsmann Kleppinger Fach Wuttke |

#### Finale per il 3º posto
| Arbitro: | Loustau |

|  |           |                                          |
|  | Marcatori | 5’ Klinsmann 18’ Kleppinger 68’ Schreier |

#### Finale per il 1º posto
| Arbitro: | Biguet |

| |            | |
| Dobrovol'skij 60’ (rig.) Savičev 103’ | Marcatori  | 29’ Romário |
| · Charin · 42’ K'et'ashvili · Kuznecov · Dobrovol'skij · 115’ Ljutyj · Yarovenko · 78’, 110’ Tatarčuk · Mychajlyčenko · Losev · 91’ Gorlukovič · 45’ Narbekovas · A disposizione: · 115’ Skljarov · Čerednyk · Janonis · Tiščenko · Ponomaryov · Borodjuk · Fokin · Prudnikov · 45’ Savičev | Formazioni | · Taffarel · Jorginho · Careca 42’ · Romário · André Cruz · Winck 72’ · Aloísio 115’ · Milton · Neto 73’ · Andrade · Bebeto 75’ · A disposizione: · Batista · Ricardo Gomes · Ademir · Mazinho · Valdo · Geovani · Edmar 73’ 112’ · Zé Carlos · João Paulo 75’ |
| Byšovec' | Allenatori | Carlos Alberto |

## Podio
| 2º posto Brasile | Campione olimpico di calcio maschile Unione Sovietica 2º titolo | 3º posto Germania Ovest |

| Pos | Squadra          | Formazione |
| --- | ---------------- | --- |
|     | Unione Sovietica | Aleksandr Borodjuk, Dmitrij Charin, Oleksij Čerednyk, Igor' Dobrovol'skij, Sergej Fokin, Sergej Gorlukovič, Arvidas Janonis, Gela K'et'ashvili, Evgenij Kuznecov, Viktor Losev, Volodymyr Ljutyj, Oleksij Mychajlyčenko, Arminas Narbekovas, İqor Ponomaryov, Aleksej Prudnikov, Jurij Savičev, Igor' Skljarov, Vladimir Tatarčuk, Vadym Tyščenko, Evgenïý Yarovenko. All. Anatolij Byšovec. |
|     | Brasile          | Ademir, Aloísio, Andrade, André Cruz, Batista, Bebeto, Careca, Edmar, Geovani, João Paulo, Jorginho, Mazinho, Milton, Neto, Ricardo Gomes, Romário, Cláudio Taffarel, Valdo, Luiz Carlos Winck, Zé Carlos. All. Carlos Alberto. |
|     | Germania Ovest   | Rudolf Bommer, Holger Fach, Wolfgang Funkel, Armin Görtz, Roland Grahammer, Thomas Häßler, Thomas Hörster, Olaf Janßen, Uwe Kamps, Gerhard Kleppinger, Jürgen Klinsmann, Frank Mill, Oliver Reck, Karl-Heinz Riedle, Gunnar Sauer, Christian Schreier, Michael Schulz, Ralf Sievers, Fritz Walter, Wolfram Wuttke. All. Hannes Löhr.                                                         |

## Classifica marcatori
7 reti
- Romário

6 reti
- Dobrovol'ski (4 rigori)
- Bwalya K.

5 reti
- Mychajlyčenko

4 reti
- Klinsmann

3 reti
- Moreno (2 rigori)
- Mill
- Virdis
- Hellstrom

2 reti
- Bebeto
- Fach
- Wuttke (1 rigore)
- Radhi (1 rigore)
- Carnevale
- Lonn
- Maaloul (2 rigori)
- Narbekovas
- Makinka

1 rete
- Fabbri
- Farina
- Kosmina
- André Cruz
- Edmar
- Geovani
- Noh Soo-Jin
- Funkel (1 rigore)
- Grahammer
- Kleppinger
- Schreier
- Walter
- Castañeda
- Paniagua
- Alahi
- Taufek
- Crippa
- Desideri
- Evani
- Ferrara
- Mauro
- Rizzitelli

- Šabanadžović
- Stojković
- Yekini
- Doyle
- Goulet
- Windischmann
- Engqvist
- Thern
- Dhiab
- Savičev
- Bwalya J.
- Nyirenda

Autoreti
- Mazariegos (1)